# Phastia
Phastia is een geslacht van vlinders van de familie tandvlinders (Notodontidae).

## Soorten
- P. alcimede Druce, 1890
- P. basalis Walker, 1862
- P. duronia Druce, 1898
- P. licasia Schaus, 1939
- P. maricolor Kaye, 1922
- P. ochreata Schaus, 1906
- P. rubra Thiaucourt, 1987
- P. umbrata Schaus, 1906